# Иванов, Сергей Никитич
Сергей Никитич (Никитович) Иванов (26 июня 1900, Санкт-Петербург — май 1945?) — эмигрант, коллаборационист с нацистской Германией, основатель РННА, позднее генерал-майор РОА.

## Биография
Был студентом-технологом.

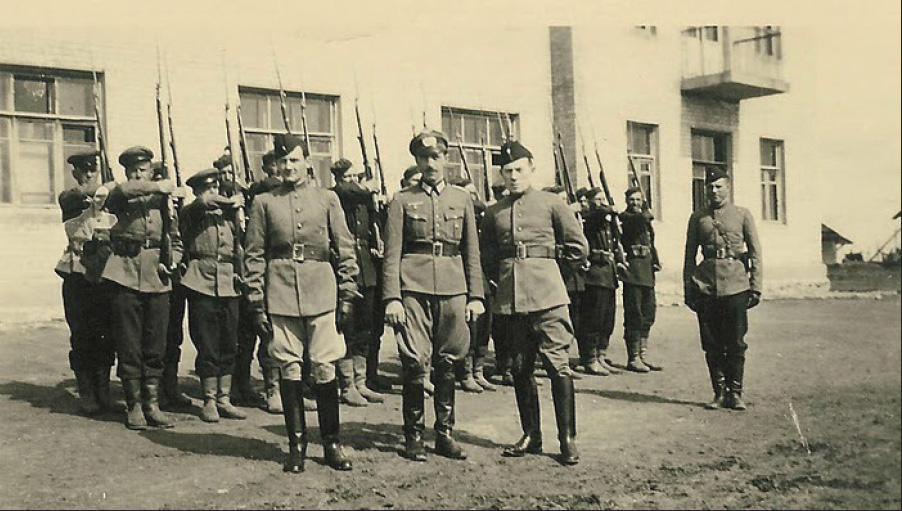
РННА в Осинторфе. И. К. Сахаров (слева) и С. Н. Иванов (справа) с немецким офицером. 1942 год.

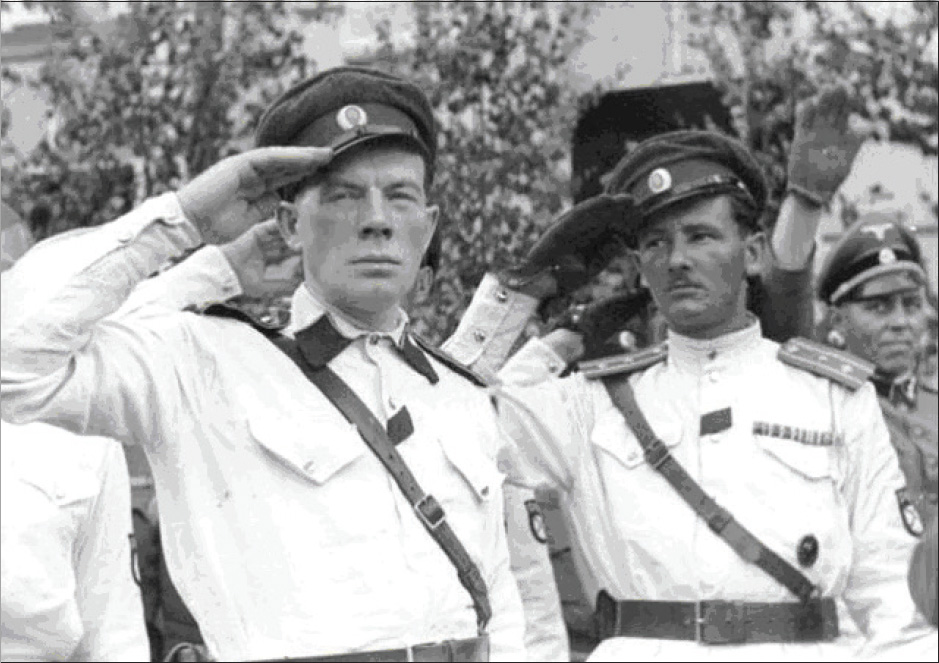
С. Н. Иванов (слева, в чине генерал-майора) и И. К. Сахаров на параде Гвардейской бригады РОА. Псков 1943 год.

Вскоре после революции перешёл на контролируемую белыми территорию, служил в Северо-Западной армии, затем у С. Н. Булак-Балаховича. Произведен в хорунжие.
После поражения белого движения остался в Эстонии, откуда переехал в Германию, где возглавил германский отдел Всероссийской фашистской партии (до 1934 — Русская фашистская партия, после 1937 — Российский фашистский союз) К. В. Родзаевского. С 1937 берлинский представитель Всероссийской национал-революционной партии (ВНРП) А. А. Вонсяцкого, занимавшей более умеренные позиции по сравнению с партией Родзаевского (в частности, по поводу антисемитизма, а также того, считать ли врагами англоязычные страны).
Параллельно с политической деятельностью работал в Берлине радиоинженером.
После нападения Германии на СССР в качестве зондерфюрера (переводчика) прибыл на территорию СССР (в Смоленск). После того, как абвер организовал его встречу с фельдмаршалом Г. фон Клюге, с одобрения последнего вместе с братом Николаем, И. К. Сахаровым и К. Г. Кромиади создал Русскую Национальную Народную Армию (РННА). Занимался подготовкой диверсионных групп по заброске в СССР и антипартизанской борьбой.
В июне 1942 г. заразился тифом и был отозван в Германию. После возвращения в строй продолжил заниматься засылкой диверсионных групп в СССР и антипартизанской борьбой.
Неудачи РННА и частый переход солдат на сторону партизан подорвали доверие немцев к Иванову. Это привело к расформированию РННА на отдельные батальоны, подчинённые немецкому командованию. Когда в 1943 г. вместо неё было объявлено о формировании РОА, руководителем последней стал Власов. В отличие от прежней РННА, которой руководили белоэмигранты (Иванов, Сахаров, Кромиади), руководство новосозданной РОА состояло из бывших служащих РККА (Трухин, Жиленков, Малышкин и др.). В РОА белоэмигранты отошли на вторые роли, сам Иванов возглавил гвардейскую бригаду РОА, командовал её парадом в Пскове в июле 1943 г., который был разрекламирован немецкой пропагандой. Затем служил в штабе командующего РОА. В феврале 1945 г. возглавил разведшколу КОНР в Праге.
После войны, по утверждению Д. Жукова и И. Ковтуна, служил «в американской разведке» (источники этого утверждения не приводятся). С другой стороны, по сведениям историка И. Р. Петрова, Иванов, скорее всего, пропал без вести в конце войны, так как о его судьбе ничего не знал его собственный брат.